# Rosa Cossart
Pour les articles homonymes, voir Cossart.
Rosa Cossart est une biologiste française, spécialiste de l'étude des neurones impliqués dans la mémoire.

## Carrière
Depuis 2018, elle dirige l'Institut de neurobiologie de la Méditerranée (Inmed). Ses travaux portent sur le développement de l'hippocampe, notamment en lien avec l'autisme, la schizophrénie, la maladie d'Alzheimer et l'épilepsie. Elle est nommée membre de l'académie des sciences en décembre 2022.

## Distinctions
Elle est lauréate
- en 2016 du prix Recherche de l'INSERM pour ses travaux sur la synchronisation des neurones inhibiteurs entre deux crises d'épilepsie[3].
- en 2019 du prix Liliane-Bettencourt pour les sciences du vivant[1]
- en 2020 de la médaille d'argent du CNRS[4].
- Médaille de la Société d'Encouragement au Progrès (Grande médaille d'or en 2023)[5]